# Konvenciós forint
A konvenciós forint (németül Gulden Conventions-Münze, röviden Gulden C.M.) az 1753-tól konvenciós pénzlábnak nevezett húszforintos pénzláb szerint vert pénzérmék, valamint az azokat kiegészítő bankjegyek elnevezése. A konvenciós forintra használatos volt még a rajnai forint elnevezés és változatai (rénes forint, rénus forint stb.), valamint a császárforint és a birodalmi forint név is. A konvenciós forintokat 1857-ig, az osztrák értékű forint bevezetéséig verték. A konvenciós forint 1858. október 30-ig volt törvényes fizetőeszköz, az érméket még 1892. december 31-ig beváltották törvényes fizetőeszközre.

## Története

### Előzmények
A 18. század első felének merkantilista gazdaságpolitikai és kereskedelem-élénkítő reformjai a Habsburg Birodalom államgazdaságának új korszakát hozták el, amely a pénzrendszerre is hatással volt. Mária Terézia a pénzrontás folytonosan fennálló veszélye és a pénzrendszer egységesítése végett 1750-ben bevezette a húszforintos pénzlábat, melynek értelmében egy kölni márka (értéke ingadozott, 1821-től 233,856 gramm) színezüstből 20 forintot (illetve 10 tallért) kellett verni, vagyis az új pénzláb szerint vert forintok 11,693 gramm színezüstöt tartalmaztak. A pénzrendszer leggyakoribb címlete a húszkrajcáros (németül Conventionszwanziger) lett.

### A konvenció létrejötte
Mária Terézia törekedett arra, hogy az új pénzlábat (a porosz Graumann-pénzláb ellenében) a Német-római Birodalom minél nagyobb területére kiterjessze, ezért 1753-ban egyezményt kötött Bajorországgal, ahol szintén bevezették az egytized kölni márka színezüstöt tartalmazó tallért. A konvenciós forint és krajcár azonban nem illeszkedett az ottani pénzrendszerbe, ezért Bajorországban (majd a konvencióra áttérő többi német államban is) egy év után áttértek a 24 forintos pénzláb szerint vert délnémet forintra (vagyis a forint itt 9,744 gramm színezüstöt tartalmazott). A 19. században a német államok fokozatosan áttértek a még könnyebb 24 1/2 forintos pénzlábra (1 forint = 9,545 gramm színezüst), melyet végül egy 1837-ben kötött pénzverési egyezmény tett törvényessé.
A korszak leghíresebb címlete a két forint értékű Mária Terézia-tallér volt, melyet különösen kedveltek a levantei kereskedelemben, és amely a Közel-Keleten és Abesszíniában egészen a második világháború végéig forgalomban volt.
Abban az időben krajcár, garas, húszas és forint volt a pénzbeli beszéd. De a krajcár is, garas is, forint is kétféle volt. Az egyik volt kongó, a másik volt pengő. Az egyik volt váltó, a másik volt ezüst. Három krajcár volt egy garas, húsz garas volt egy forint. Huszonnégy pengő krajcár volt egy váltóforint, húsz pengő krajcár volt egy húszas, három húszas volt egy pengő forint, harmadfél váltókrajcár volt egy pengő krajcár, s ha valaki két húszassal akart kifizetni egy váltóforintot, még visszakapott negyven váltókrajcárt vagy pedig tizenhat pengő krajcárt. A húszast nem lehetett garasra, a pengő garast nem lehetett váltókrajcárra, a váltógarast nem lehetett pengő krajcárra felváltani. Se a garasnak, se a krajcárnak nem volt fele, mert félkrajcárra nem volt pénz. Ahány rézpénz, annyiféle. Volt váltókrajcáros, volt pengő krajcáros rézpénz. Volt váltógarasos is, de már pengő garasos nem volt. A váltógarasos is háromféle volt. Az egyikre 30 volt írva, a másikra 6, a harmadikra 3. .....Nem száz krajcár volt ám akkor egy forint, hanem hatvan krajcár, ennélfogva ha valaki töredékforinttal akart töredékforintot sokszorozni vagy elosztani: hétszámra dolgozhatott, mégse ért véget, mert örökké végtelen töredékekbe keveredett.

### A papírpénz megjelenése
A Poroszország ellen viselt hétéves háború nagy terhet rótt a Habsburg Birodalomra, ezért 1762-ben Mária Terézia papírpénz kibocsátását határozta el. Ennek köszönhetően a pénzláb további lerontása nélkül lehetett további fedezetet biztosítani a hadviselés költségeire. A Habsburg Birodalom első papírpénzeit 5, 10, 25, 50 és 100 forint címletben bocsátották ki. A papírpénz-kibocsátás a Wiener Stadt Banco feladata volt, amely újra és újra finanszírozta az állam adósságait. A bankjegyekkel (németül Stadt-Banco-Zettel) szemben nem volt elfogadási kényszer, azonban a pénztartás kényelmes formáját jelentették és garantáltan ezüstpénzre lehetett azokat váltani, így hamarosan 1-2,5%-os ázsiójuk alakult ki az ezüstpénzekkel szemben. 1771-ben és 1785-ben újabb kiadások kerültek forgalomba. A korábbi címletek mellett megjelentek az 500 és 1000 forintos bankócédulák is.

### A háborúk finanszírozása és a „bécsi pénz”
A Törökország ellen viselt, majd a napóleoni háborúk ismét hatalmas hadikiadásokba sodorták az államot, amit 1796-tól fedezetlen bankjegykiadással próbáltak ellensúlyozni. Ez eleinte titokban történt, később azonban a bankjegyek kényszerforgalmát rendelték el. Az arany- és ezüstpénzek tezaurálódtak. Az aprópénzhiányon először lerontott értékű ezüstpénzekkel, később a bankjegyek váltópénzeként szolgáló rézpénzek (németül Banco-Zettel-Teilungsmünze) kibocsátásával próbáltak enyhíteni. A fedezetlen pénzkibocsátás 1800-ban és 1806-ban veszélyes méreteket öltött, az inflációt pedig a háborús kiadások mellett az 1809-ben megkötött schönbrunni béke értelmében teljesítendő jóvátételi kötelezettség is súlyosbította. 1810-re a forgalomban lévő bankjegy névértéke meghaladta az egymilliárd forintot, az év decemberében felfüggesztettek minden ércpénzre szóló fizetési kötelezettséget, 1811. február 20-án pedig Ausztria bejelentette az államcsődöt. A bankjegyeket és rézpénzeket a névérték ötödéért „törlesztési jegy” (németül Einlösungsschein) kellett beváltani, melyet bécsi pénznek (németül Wiener Währung) is neveztek.
A hadviselés további költségei és az 1814/15-ös bécsi kongresszus a bécsi pénz bevezetése után nem sokkal ismét szükségessé tette a papírpénzkibocsátást. Mivel nem akarták a forgalomban lévő törlesztési jegyek mennyiségét növelni, az új papírpénzeket adómegelőlegezés ürügyén bocsátották ki, nevük pedig adóelőlegjegy (Antizipationsschein) volt.
Az inflációs papírpénzkibocsátás a hadviselés elkerülhetetlen velejárója volt, amely a birodalom szociális és gazdasági problémáit is súlyosbította. Az infláció és a szanálás után a lakosság vagyonvesztése elérte a 90%-ot, valamint átrendeződtek a jövedelmi viszonyok és a magánvagyon egy jelentős részét külföldre menekítették.

### A stabilizáció
1815 májusában rendeletet adtak ki a romokban heverő pénzrendszer feltámasztására. Ennek értelmében 1816. június 1-jén Privilegirten oesterreichischen National-Bank néven francia és angol mintát követve megalapították a független részvénytársaságként működő és a jegykiadás kizárólagos jogát bíró központi bankot. A független társasági forma célja a pénzforgalom stabilizálása volt. Az új központi bankot is felhasználták a krónikus államháztartási deficit finanszírozására, és a pénzmennyiség növelését sikerült korlátok közé szorítani.
1825-ben 5, 10, 25, 50, 100, 500, 1000 forintos, 1841-ben pedig 5, 10, 50, 100, 1000 forintos új bankjegyek kerültek forgalomba, majd 1847-től 5, 10, 100, 1000 forintos bankjegyek lettek a további fizetőeszközök.

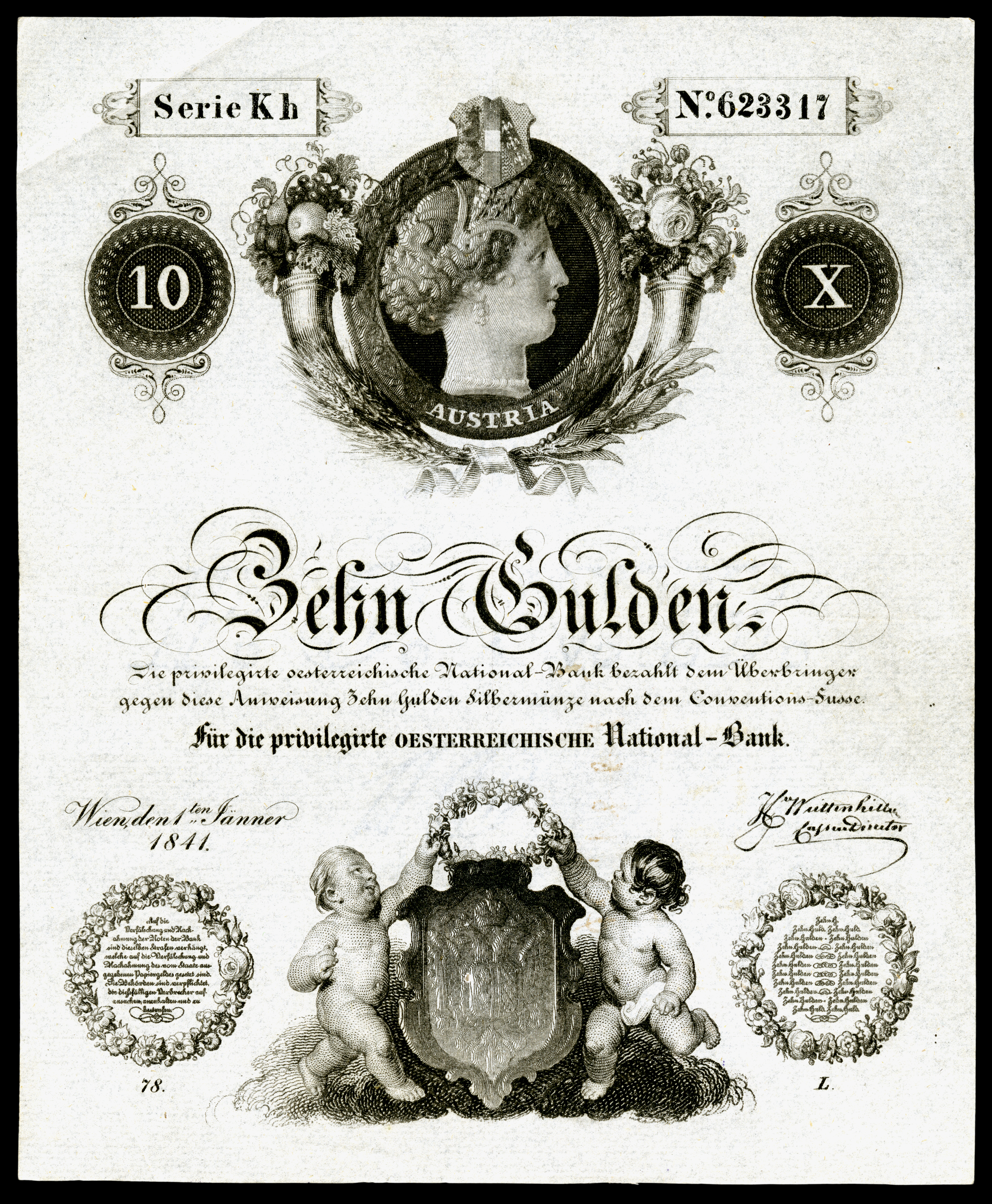
A Privilegirte Oesterreichische National-Bank 1841-es 10 forintos bankjegyének előoldala.
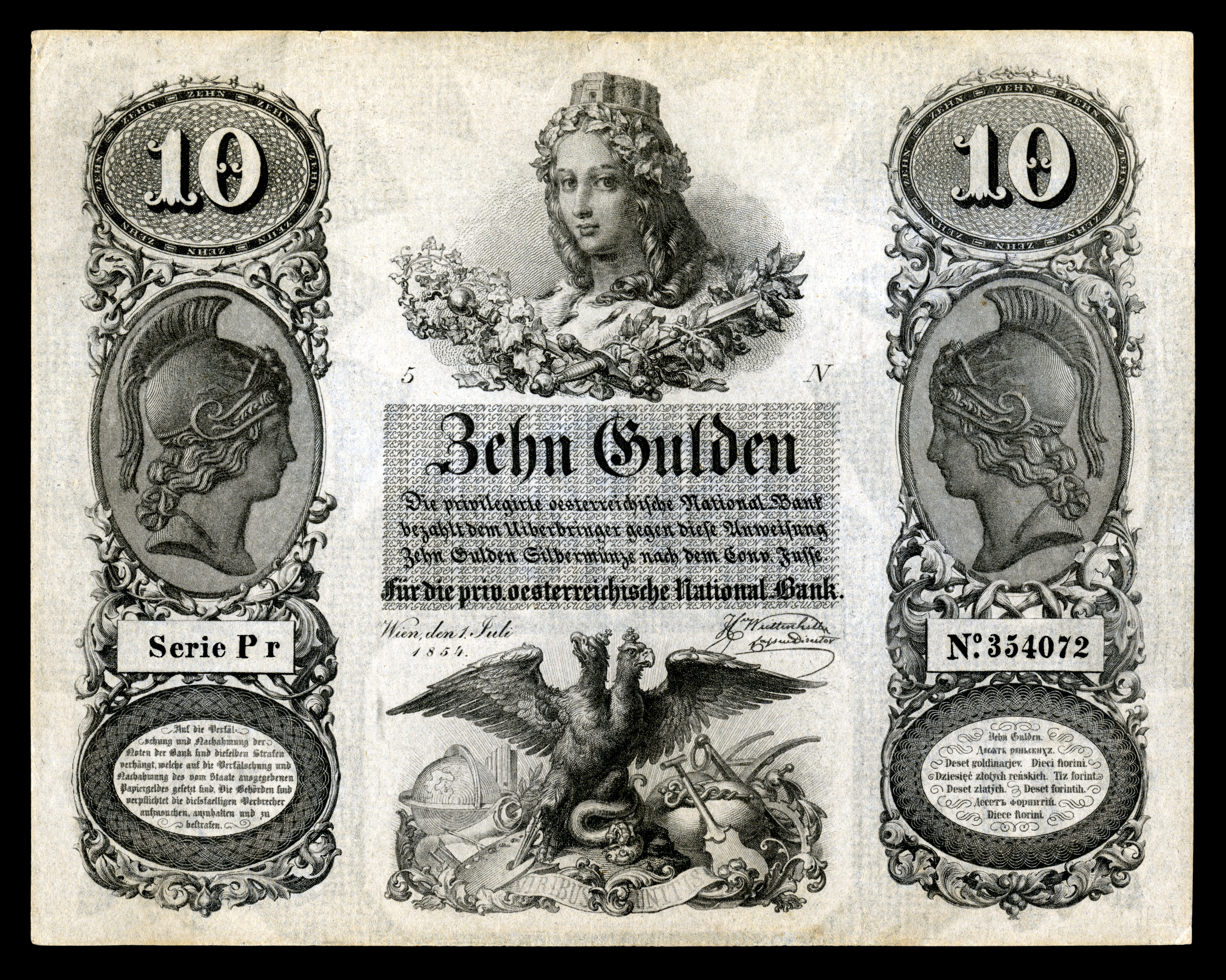
A Privilegirte Oesterreichische National-Bank 1854-es 10 forintos bankjegyének előoldala.

### Az 1848-as forradalom
Nem sokkal a stabilizáció után kitört a forradalom Párizsban, majd végig söpört Európán. Ennek hírére megrohanták a bankokat, hogy ezüstre váltsák a bankjegyeiket.

## Külső hivatkozások
- papírpénz.hu – Kezdeti pénzkibocsátások (az osztrák értékű forintra szóló papírpénzkibocsátások története a bankjegyek képével)
- (németül) Oesterreichische Nationalbank – Österreichische Geldgeschichte (osztrák pénztörténet; az Osztrák Nemzeti Bank pénztörténeti ismertetője)